# Brytyjska Afryka Zachodnia

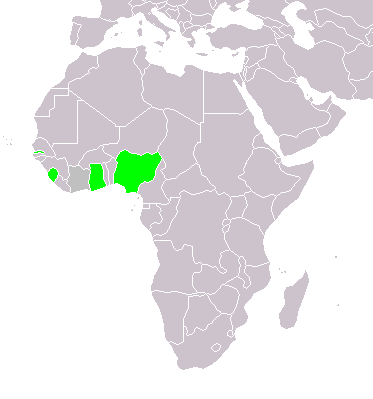
Brytyjska Afryka Zachodnia

Flaga Brytyjskiej Afryki Zachodniej

Brytyjska Afryka Zachodnia (ang. British West Africa) – nazwa brytyjskich posiadłości kolonialnych w Afryce Zachodniej. Należały do niej Sierra Leone, Gambia, Złote Wybrzeże (Ghana), Nigeria, a po I wojnie światowej dawne posiadłości niemieckie: zachodnie Togo i zachodni Kamerun. W latach 1957–1965 terytoria te uzyskały niepodległość:
- Nigeria uzyskała niepodległość w 1960 roku,
- Sierra Leone sprawowała samodzielne rządy od 1958, a niepodległość zdobyła w 1961,
- Gambia ogłosiła niepodległość w 1965,
- Złote Wybrzeże sprawowało samodzielne rządy od 1954, a w 1957 uzyskało niepodległość przyjmując nazwę Ghana.